# Hội đồng Điều dưỡng Thế giới
Hội đồng điều dưỡng thế giới (tiếng Anh: International Council of Nurses, viết tắt là ICN) là một tổ chức điều dưỡng quốc tế bao gồm hơn 130 hiệp hội điều dưỡng hộ sinh quốc gia, đại diện cho hơn 13 triệu người làm công tác điều dưỡng, hộ sinh trên toàn thế giới. Hội đồng điều dưỡng thế giới được thành lập vào năm 1899, đây được xem là một hội nghề nghiệp được thành lập sớm nhất và hiện nay có số thành viên đông đảo nhất trong lĩnh vực y tế. Trụ sở đóng tại Geneva, Thụy Sĩ.
Tôn chỉ của tổ chức này là kết nối tất cả các hội điều dưỡng của các nước trên toàn thế giới nhằm tăng cường vị thế của người điều dưỡng và thúc đẩy sự phát triển của nghề điều dưỡng trên toàn thế giới, đồng thời thúc đẩy công việc chăm sóc sức khỏe của các nước thành viên và trên toàn thế giới.
Các thành viên của hội đồng chỉ cho phép mỗi nước có một tổ chức thành viên đại diện cho người điều dưỡng ở nước đó.

## Lịch sử hình thành
Hội đồng điều dưỡng thế giới được thành lập vào năm 1899, ban đầu gồm các nước thành viên sau đây: Vương quốc Anh, Hoa Kỳ, và Liên bang Đức.

## Các chủ tịch
- 1915 - 1922: Hennie Tscherning (Đan Mạch)
- 1922 - Sophie Mannerheim (Phần Lan)
- 1937 - 1947 Effie Taylor (Hoa Kỳ)
- 1947 - Gerda Hojer (Thụy Điển)
- - 1997 Mo-Im Kim (Hàn Quốc)
- 1997 - Kirsten Stallknecht (Đan Mạch)
- 2013 đến nay - Judith Shamian (Canada)